# All the News That's Fit to Sing
Albums de Phil Ochs
I Ain't Marching Anymore
(1965)
All the News That's Fit to Sing est le premier album de Phil Ochs, sorti en 1964 sur le label Elektra Records.
Son titre est un détournement de la devise du New York Times, « All the news that's fit to print » (« Toutes les nouvelles qui méritent d'être imprimées »). Bon nombre des chansons qui y figurent s'inspirent en effet de faits d'actualité : le naufrage du sous-marin nucléaire USS Thresher (The Thresher), les déboires judiciaires du journaliste afro-américain William Worthy (Ballad of William Worthy) ou l'assassinat du militant Medgar Evers (Too Many Martyrs). Deux talking blues s'en prennent à la politique étrangère des États-Unis : Talkin' Vietnam sur la guerre du Viêt Nam et Talkin' Cuban Crisis sur la crise des missiles de Cuba. Cependant, d'autres chansons n'ont pas de liens avec l'actualité, comme la mise en musique du poème d'Edgar Allan Poe Les Cloches.
Musicalement, All the News That's Fit to Sing est un album de folk sur lequel la voix d'Ochs n'est accompagnée que d'une guitare acoustique. Danny Kalb, futur guitariste du Blues Project, assure la deuxième guitare.

## Titres
Toutes les chansons sont écrites et composées par Phil Ochs, sauf mention contraire.
| 1. | One More Parade     | Phil Ochs, Bob Gibson      | 3:00 |
| 2. | The Thresher        |                            | 2:50 |
| 3. | Talkin' Vietnam     |                            | 3:38 |
| 4. | Lou Marsh           |                            | 4:04 |
| 5. | Power and the Glory |                            | 2:15 |
| 6. | Celia               |                            | 3:08 |
| 7. | The Bells           | Edgar Allan Poe, Phil Ochs | 3:00 |

| 8.  | Automation Song          |                       | 2:08 |
| 9.  | Ballad of William Worthy |                       | 2:15 |
| 10. | Knock on the Door        |                       | 2:47 |
| 11. | Talkin' Cuban Crisis     |                       | 2:40 |
| 12. | Bound for Glory          |                       | 3:15 |
| 13. | Too Many Martyrs         | Phil Ochs, Bob Gibson | 2:46 |
| 14. | What's That I Hear       |                       | 2:00 |

| 15. | Bullets of Mexico | 2:34 |

## Musiciens
- Phil Ochs : guitare, chant
- Danny Kalb : deuxième guitare
- John Sebastian : harmonica sur Bound for Glory (non crédité)